# Strada statale 302 Brisighellese Ravennate
La ex strada statale 302 Brisighellese Ravennate (SS 302), ora strada regionale 302 Brisighellese Ravennate (SR 302) in Toscana e strada provinciale 302 R Brisighellese (SP 302 R) in Emilia-Romagna, è una strada provinciale italiana che collega Firenze con Russi in provincia di Ravenna.
Assieme alla strada statale 65 della Futa che collega Firenze a Bologna e alla strada statale 67 Tosco Romagnola che inizia presso Pisa e passando per Firenze raggiunge Forlì e Ravenna, si tratta di una delle tre principali strade che collegano Firenze all'Emilia-Romagna.

## Percorso
La strada, localmente chiamata anche Faentina o Fiorentina, inizia il suo percorso dal centro abitato di Firenze, nel quartiere delle Cure, posizionato nella parte nord/nord-est del capoluogo toscano.
Dopo un breve tratto cittadino, costeggiando il torrente Mugnone entra nel comune di Fiesole presso il Ponte alla Badia, abitato che si trova sulla destra e attraversando il quale si può accedere alla frazione di San Domenico. L'incrocio con la strada del Ponte alla Badia sulla destra e via Salviati sulla sinistra (che dopo un centinaio di metri collega direttamente alla strada statale 65 della Futa) fu luogo nel 1986 del sanguinoso attentato all'ex sindaco di Firenze Lando Conti da parte delle Brigate Rosse. Superato l'incrocio la strada risale la stretta valle del Mugnone, attraversando le frazioni di Pian di Mugnone e poi quella delle Caldine, da cui la strada inizia a salire in un paesaggio di colline adibite alla coltura dell'ulivo fino alla località Olmo, superata la quale si giunge all'incrocio delle Quattro Strade, da cui sulla destra si può prendere la provinciale che porta verso Fiesole oppure scendere verso Molin del Piano e Le Sieci e da lì verso Pontassieve, oppure svoltando a sinistra si possono raggiungere Bivigliano o Pratolino lungo la SS 65.
La strada passa quindi la Vetta le Croci e dopo meno di un chilometro entra nel territorio comunale di Borgo San Lorenzo presso la località del Feriolo, quindi prosegue raggiungendo Mulinaccio, frazione del comune di Vaglia. Superato Mulinaccio sulla destra troviamo il bivio per le Salaiole. Tradizionalmente si ritiene, e anche Repetti sembra seguire questa strada definendo la via per Faenza via Salaiole, che il percorso storico per Borgo San Lorenzo seguisse proprio questa via, in effetti più breve e diretta, anche se caratterizzata da una maggiore variabilità di tracciato, almeno fino all'abitato delle Salaiole caratterizzato da varie salite e discese, e da una sede stradale disponibile più stretta. Superato l'incrocio con la strada delle Salaiole si entra nell'abitato di Polcanto; da qui, seguendo il torrente Faltona si raggiunge la frazione omonima, superata la quale la strada sbocca nella valle del Mugello, in corrispondenza della località di Serravalle. Qui, sulla sinistra, si trova il bivio con la strada di Cardetole, che porta a San Piero a Sieve e alla SS 65. Superato tale bivio la strada si dirige verso est seguendo il bordo meridionale della valle e presso la località di Olmi incrocia sulla destra la SP 41 Sagginalese, seguendo la quale si può attraversare la parte orientale della vallata del Mugello attraverso i comuni di Vicchio e Dicomano. Da quel punto la strada si dirige invece verso nord ed entra, con il ponte sul fiume Sieve, nel centro abitato di Borgo San Lorenzo; il percorso all'interno della cittadina seguiva storicamente l'asse nord-sud attraverso le attuali via Brocchi, via Mazzini, via Pananti e via Giotto Ulivi, mentre attualmente la strada si dirige a est passando dal Viale Europa Unita e dal Viale Guglielmo Pecori Giraldi. All'incrocio tra via Giotto Ulivi e Viale IV Novembre, la strada riprende attraversando la campagna borghigiana, attraversando le frazioni di Panicaglia e Ronta per poi salire più nettamente, all'interno di un paesaggio boschivo, verso l'abitato di Razzuolo, la località Fonte dell'Alpe, dove sulla sinistra si trova una fonte d'acqua, raggiungendo infine il Passo della Colla di Casaglia, superato il quale si inizia a scendere e si raggiunge la località Casaglia, l'estrema punta settentrionale del comune di Borgo San Lorenzo, lasciato il quale si entra nel comune di Marradi, attraversando prima Crespino sul Lamone e poi il capoluogo.
Superato Marradi, dopo qualche chilometro si raggiunge il confine fra Toscana ed Emilia-Romagna, entrando nella provincia di Ravenna e attraversando un paesaggio prevalentemente pianeggiante nel comune di Brisighella. Si attraversano varie frazioni, quali San Cassiano, Casale, Castellina, Fognano; infine si attraversa Brisighella, nota stazione termale. Da qui pochi chilometri dividono da Faenza, oltre la quale la strada prosegue direzione nord-est attraversando il centro abitato di Russi e terminando all'incrocio con la ex strada statale 253 San Vitale.
In seguito al decreto legislativo n. 112 del 1998, dal 2001 la gestione del tratto toscano è passata dall'ANAS alla Regione Toscana che ha poi devoluto le competenze alla Provincia di Firenze; la gestione del tratto romagnolo è passata alla Regione Emilia-Romagna, che ha provveduto al trasferimento dell'infrastruttura al demanio della Provincia di Ravenna.

## Curiosità
Lungo il percorso della strada statale si tiene ogni anno una gara podistica, la 100 km del Passatore, con partenza da Firenze e arrivo a Faenza.